# Промышленные силовые машины
ООО «Завод ПСМ» — российское машиностроительное предприятие, специализирующиеся на инжиниринге и производстве электростанций, насосных установок, силовых приводов и специального оборудования на базе дизельных двигателей. Компания также выступает в качестве EPC-подрядчика по созданию комплексных энергетических объектов.
Штаб-квартира компании расположена в Ярославле. В Москве работает офис продаж. Производство представлено тремя заводами общей площадью более 15 000 кв.м. — ПСМ Красный Бор (город Ярославль), ПСМ Мастер и ПСМ Прайм (город Тутаев, Ярославская область).
С 2010 года и по сегодняшний день ПСМ с долей 24,4% занимает первое место по выпуску дизельных электростанций в России. В эксплуатации находятся более 16 000 установок ПСМ суммарной мощностью свыше 1 800 МВт.[значимость факта?]

## Инжиниринг
Компания самостоятельно разрабатывает специализированные машины и агрегаты на базе первичных поршневых двигателей, адаптирует собственные серийные модели под требования заказчиков и выступает разработчиком независимых инжиниринговых решений.
В 2013 году компания заявила об активном продвижении в область ЕРС-подряда и исполнения комплексных проектов. «ПСМ» займется разработкой, строительством и вводом в эксплуатацию автономных энергокомплексов и насосных станций.

## Производство
Компания ПСМ располагает тремя производственными площадками в Ярославской области.[значимость факта?]
Завод в деревне Красный Бор выпускает электростанции, насосные установки, силовые приводы, спецтехнику. Расположен в километре от Ярославля.[значимость факта?]
Завод металлообработка «ПСМ» занимает 5000 м2 в технопарке «Мастер» в городе Тутаев (Ярославская область).
Завод "ПСМ Прайм" , абсолютно новый завод построенный по программе моногородов.[значимость факта?]

## Продукция
Серийный ассортимент включает 4 вида продукции: дизельные электростанции, дизельные насосные установки, силовые приводы, спецтехника.[значимость факта?]

## Оценка деятельности
По результатам независимого исследования КЦ «Ирбис» с 2009 года компания входит в тройку крупнейших российских производителей дизельных электростанций, а с 2010 занимает первое место по выпуску этой продукции в России.

## Союзы и ассоциации
Компания ПСМ входит в Союз машиностроителей России, Союз производителей нефтегазового оборудования, Российскую ассоциацию производителей сельхозтехники (РОСАГРОМАШ), Ярославскую областную торгово-промышленную палату (ЯрТПП), Экономический совет Ярославской области.[значимость факта?]